# ストリートサッカー

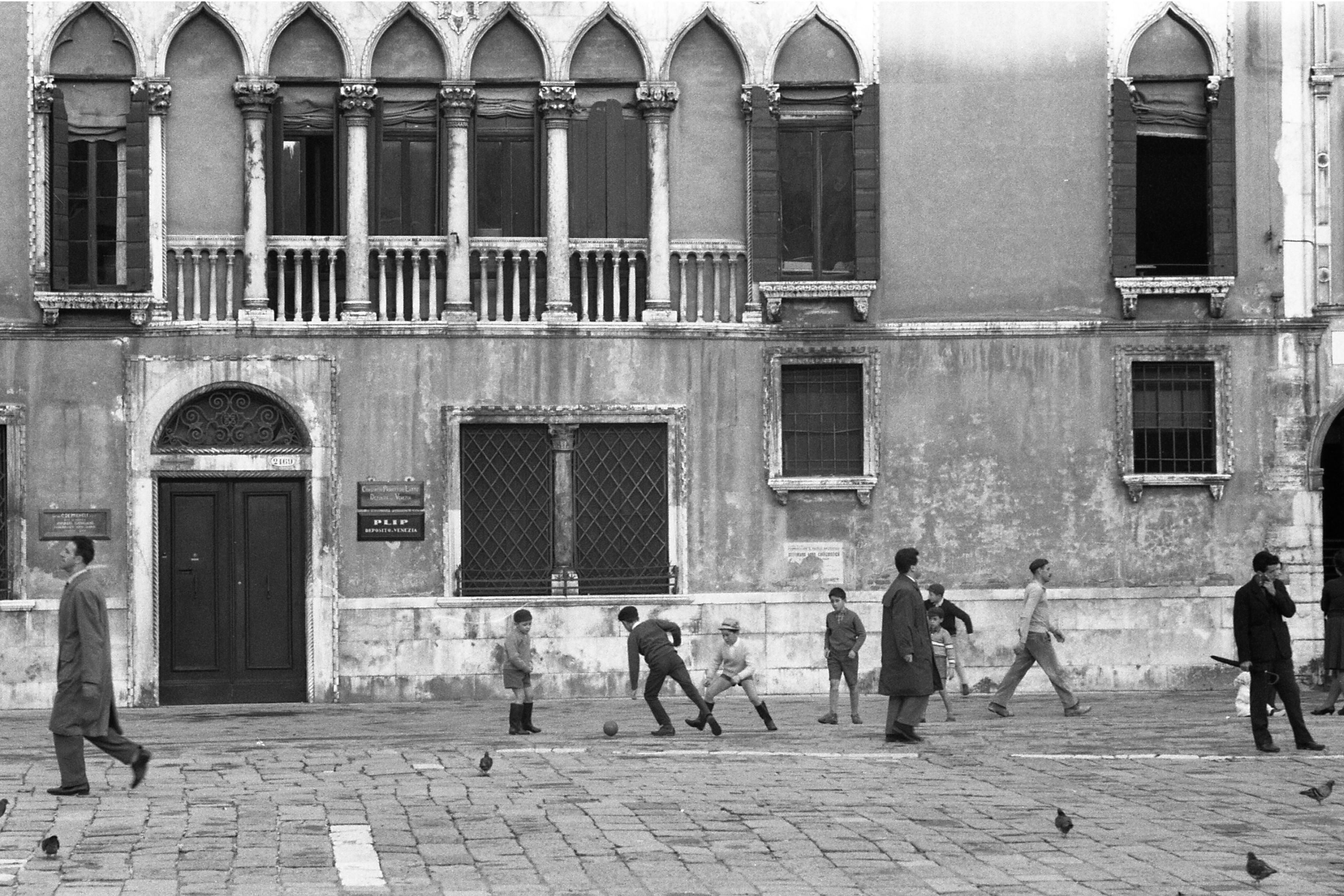
イタリアヴェネツィアにて（1960年）

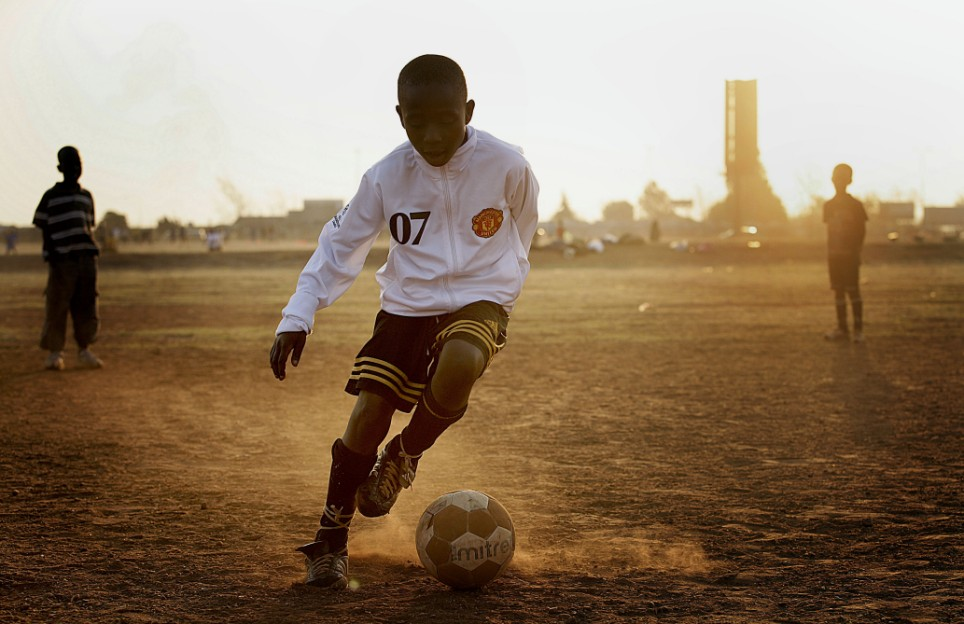
南アフリカ共和国ヨハネスブルグソウェトにて

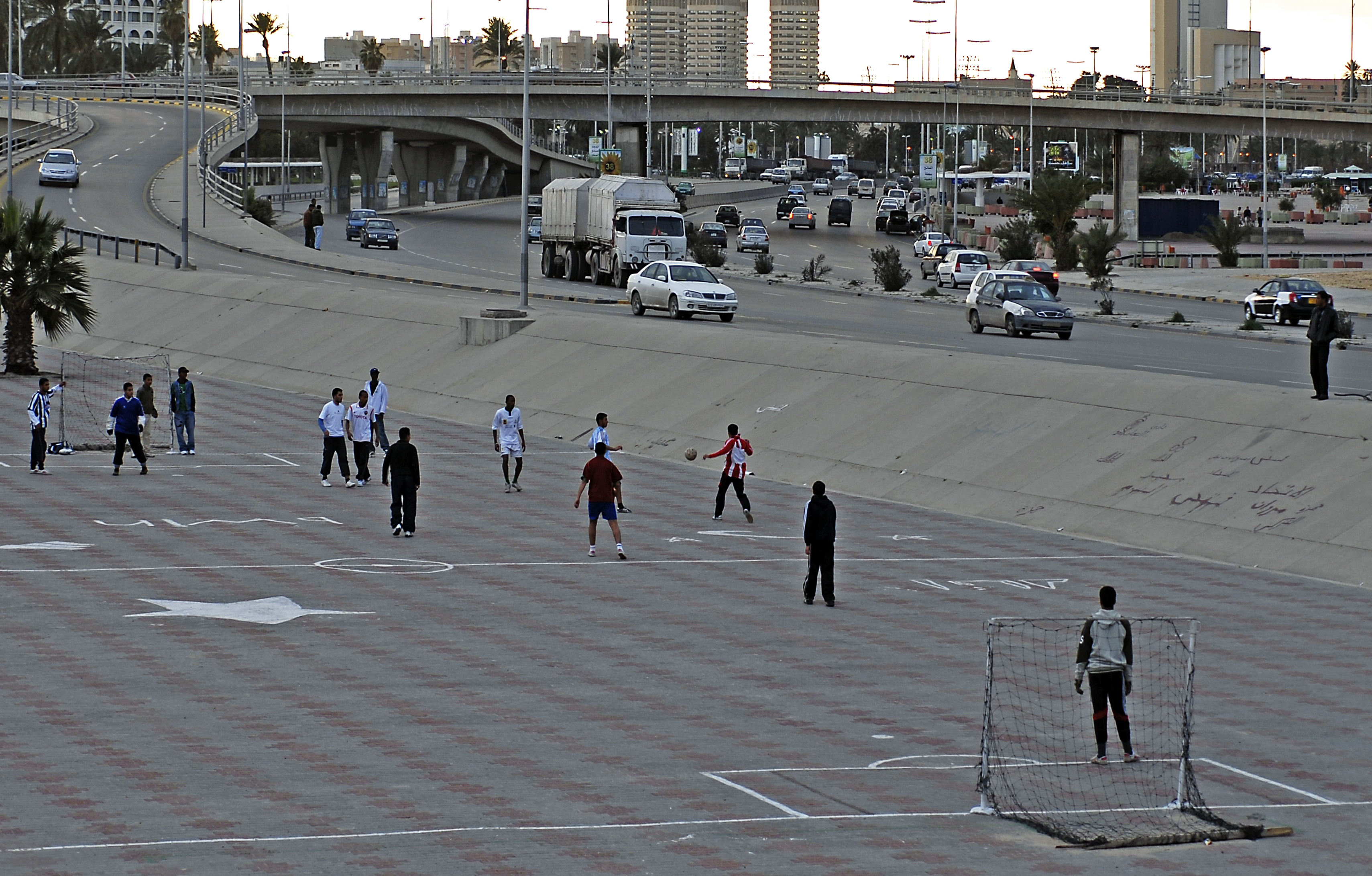
リビアでは高速道路や高架道路の近くに専用のピッチが設置されている。（トリポリにて）

ストリートサッカーとは、公式規則に則らないサッカーのこと。公式規則とは、フィールドの規格、フィールドラインの規格や形状、ゴールやコーナーフラグなどの用具の有無や規格、プレーヤーの人数、審判の有無や人数などである。  ディエゴ・マラドーナ、ヨハン・クライフ、ペレ、ジュゼッペ・メアッツァ、エウゼビオ、クリスティアーノ・ロナウド、ネイマールなどの名選手が幼少期に路上でサッカーを学んだ 。

## 背景

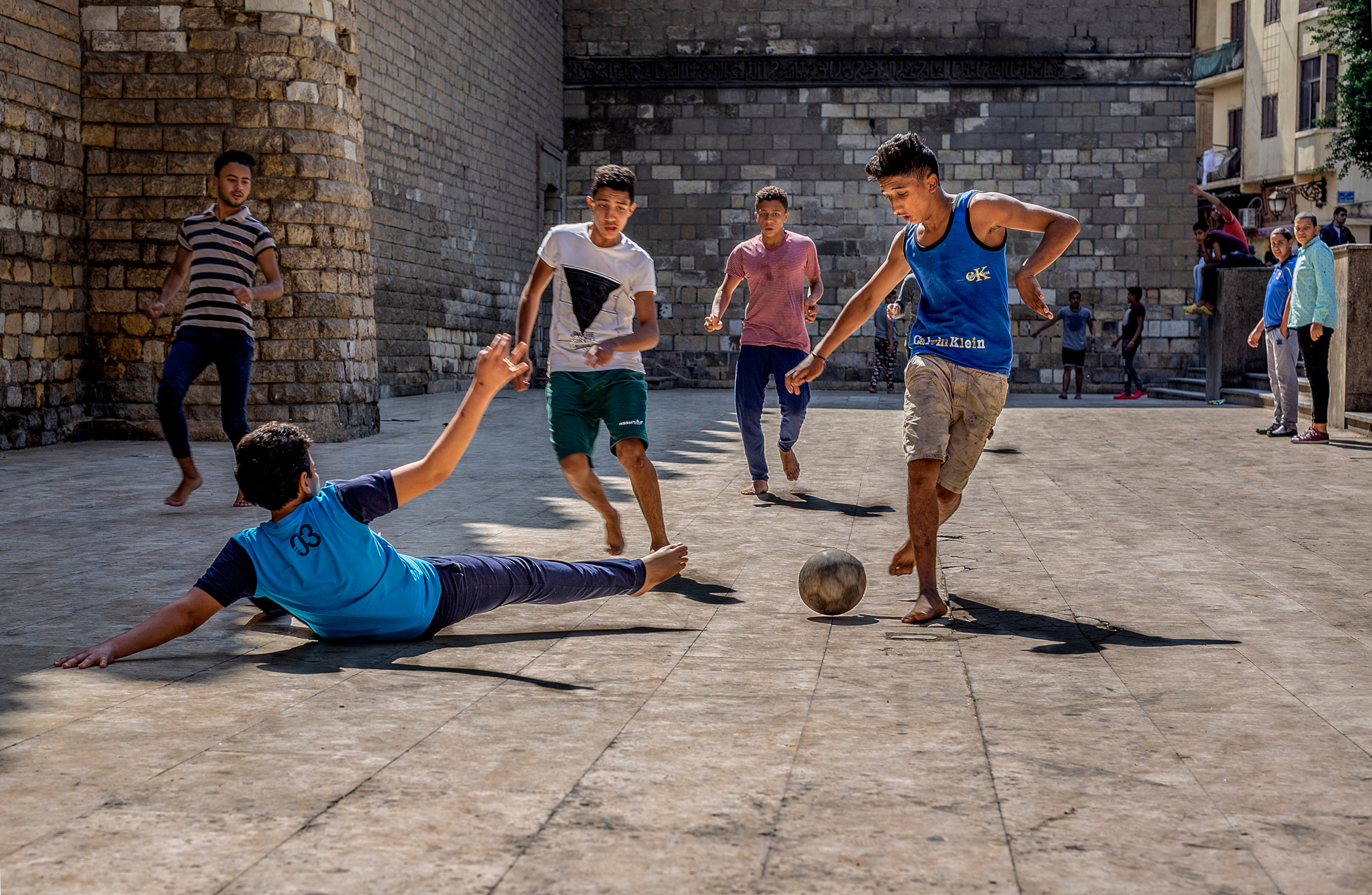
エジプトでストリートサッカーをしている男児たち（カイロにて）

ストリートサッカーは、サッカーよりもビーチサッカーやフットサルとの類似点が多い。多くの場合、壁や柵をゴールとして、サッカーボールとゴールポストに使う衣類などのみで行われる  。

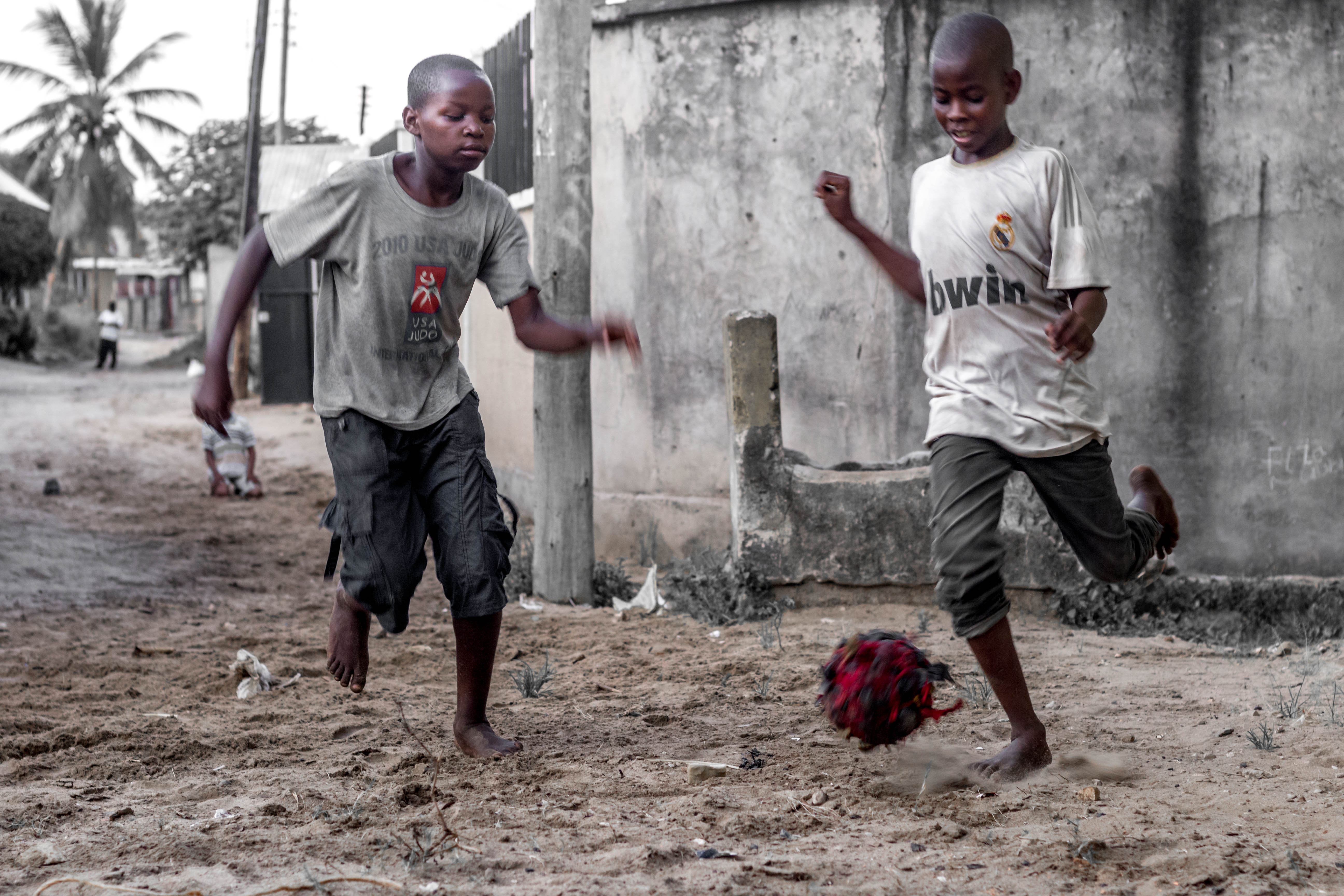
タンザニアで即席のゴミで作ったボールで遊ぶ子供たち

一般的なサッカーボールが使えないときは、プラスチックなどのゴミを丸めて作ったボールにを用いる事もある  。プロサッカー選手のハンドワラ・ブワナは、幼少期のカクマ難民キャンプでの生活を振り返り、「ゴミの山を歩き回って、できるだけ多くのサッカーボールを作っていた」と述べた。  ヨハン・クライフは、「ストリートのプレーヤーは、訓練を受けたコーチよりも重要だ」とも述べた。
ストリートサッカーの試合が路上や空き地で簡単にできるという事は、サッカーが世界で最も人気のあるスポーツになっている大きな要因である。
ストリートサッカーはイギリスで特に人気がある。

## 組織と大会
現在、世界にはいくつかのストリートサッカーの組織（ Streetfootballworld 、米国のSISM Street Soccer 、 International Street Soccer Association 、 WhizzKids United 、 Buntkicktgut 、 Street Soccer USAなど ）が存在する。近年ストリートサッカーは若いサッカー選手を指導する1つの方法として確立されており 、ナイキがテレビ広告等を通じてストリートサッカーやフリースタイルフットボールに焦点を合わせ始めた2000年代初頭から人気が高まっている。  
最初のストリートサッカー世界選手権は、ベルリン・クロイツベルクのマリアンネンプラッツで開催されました  。2016年9月25日にマンチェスターで最初の国際ワールドストリートサッカー選手権大会であるワールドストリート3sが開催された。 
アメリカ合衆国では2014年に国内初の国際トーナメントが開催された。 SISMストリートサッカーが主催するアメリカンパンナ＆フリースタイルトーナメントは、カリフォルニア州サンノゼで開催された。このイベントは、フリースタイルフットボール、ストリートサッカー、パンナの3部門で構成された。このイベントでは、審査と競技のために世界中から多くのプロ選手がベイエリアに集まった。 

## ビデオゲーム
2005年、ビデオゲーム会社のエレクトロニック・アーツは、ストリートサッカーとフリースタイルフットボールを題材にしたフランチャイズであるFIFAストリートを発表した。 FIFAストリートシリーズは、世界中のストリートで行われるストリートサッカーやフリースタイルサッカーの文化を反映した、フレア、スタイル、トリックに焦点を当てている。
2019年、エレクトロニック・アーツはVoltaゲームプレイモードをFIFA20に追加した。内容はFIFAストリートシリーズと類似しており、プレーヤーはストーリーを進めながら、登場人物たちとの出会いと分かれを繰り返しストリートサッカーの選手として成長していく。  

## 競技の種類
- Panna-1人対1人で行う競技。
- 3V3

※コートサイズやルールは主催によって異なることがある。